# Alajärvi (sjö i Finland, Egentliga Tavastland)
Alajärvi är en sjö i Finland. Den ligger i kommunen Tavastehus i landskapet Egentliga Tavastland, i den södra delen av landet, 90 km norr om huvudstaden Helsingfors. Alajärvi ligger 98,5 meter över havet. Arean är 6,26 kvadratkilometer och strandlinjen är 43,57 kilometer lång. Sjön  ingår i Kumo älvs huvudavrinningsområde.   Den ligger vid sjön Iso-Munakas. I omgivningarna runt Alajärvi växer i huvudsak barrskog.